# ひみつ道具一覧 (あ-そ)
ひみつ道具一覧 (あ-そ)（ひみつどうぐいちらん あ-そ）では、『ドラえもん』『大長編ドラえもん』および『ドラえもん』派生作品に登場するひみつ道具のうち、名称の読みが「あ」で始まるものから「そ」で始まるものまでを列挙する。
原作者である藤子・F・不二雄が執筆した『ドラえもん』、『大長編ドラえもん』(VOL.1〜17)、および藤子・F・不二雄のその他の著作に登場するひみつ道具はもちろん、正当な著作権者である藤子・F・不二雄プロや小学館が公認したものと解される、藤子・F・不二雄以外の者が執筆あるいは制作した『ドラえもん』および『ドラえもん』派生作品に登場するひみつ道具も含める。
藤子・F・不二雄以外の者が執筆あるいは制作した『ドラえもん』および『ドラえもん』派生作品については著作権者による研究が進んでおらず、検証可能な資料も不足しているため、すべてのひみつ道具をこの記事の一覧で網羅するものではない。
| 目次 | 目次 | 目次 | 目次 | 目次 |
| 凡例 | 凡例 |      |      |      |
| ---- | ---- | ---- | ---- | ---- |
| あ   | い   | う   | え   | お   |
| か   | き   | く   | け   | こ   |
| さ   | し   | す   | せ   | そ   |

## 凡例
| - ひみつ道具の名称（簡単な出典） |

出典欄では以下の略称を用いる。
| TVA1   | 1973年放送のテレビアニメ『ドラえもん』。テレビアニメ第1作                       |
| TVA2-1 | 1979年から2005年3月まで放送のテレビアニメ『ドラえもん』。テレビアニメ第2作第1期 |
| TVA2-2 | 2005年4月より放送中のテレビアニメ『ドラえもん』。テレビアニメ第2作第2期         |

| ドラえもんズ | 『ドラえもん ゲームコミック ザ・ドラえもんズ』                               |
| ドラズSP     | 『ドラえもん ゲームコミック ザ・ドラえもんズ スペシャル』                    |
| ドラズ養成編 | 『ドラえもん ゲームコミック ザ・ドラえもんズ スペシャル ロボット学校養成編』 |

「漫画『大長編ドラえもん』（VOL.18〜VOL.24〈まんが版▷映画シリーズ〉」は「映画『ドラえもん』第1期シリーズ第19作〜第25作」の漫画化作品であり、「漫画『ドラえもん 映画ストーリー』シリーズ」は「映画『ドラえもん』第2期シリーズ第2作以降」の漫画化作品である。しかしながら映画公開に先駆けて漫画版の連載が行われ、映画のクレジットでは漫画版を「原作」と表記していることがある。そのため、同タイトルの映画と漫画版の両方に初登場するひみつ道具の出典は、映画と漫画版を併記することとする。
また出典欄では、映画、大長編、映画ストーリーのタイトルから「ドラえもん――」「ドラミちゃん――」を省略する。

## あ
- あいあいガサ（TVA2-1「あいあいガサ」） ⇒ あいあいパラソル
- あいあいガサ（TVA2-2「おかしなおかしなかさ」）
- あいあいパラソル
- あいこグローブ
- アイスクリスタル（PCエンジン用ソフト『ドラえもん -迷宮大作戦-』）
- あいすボックス（TVA2-1「あいすボックス」）
- アイスメーカー（TVA2-1「のび太彗星」）
- 会いたいヒト回転寿司（TVA2-2「会いたいヒト回転寿司」）
- アイディア考え機
- 相手ストッパー
- 愛のムチ
- あい棒
- 赤ちゃんおしゃぶり（TVA2-1「ママエプロン」）
- 赤ちゃんほんやく機（TVA2-1「赤ちゃんほんやく機」）
- 赤まむしドリンク
- 空地じゅうたん
- 亜空間コネクター
- 悪運ダイヤ
- アクションカルタ
- アクションクイズ
- アクト・コーダー
- 悪魔ット
- 悪魔のイジワール
- 悪魔のパスポート
- 上げ下げくり
- アゲタイ（TVA2-2「ぼくのすべてをアゲタイ」）
- あけっぴろげガス
- あげま賞（TVA2-1「あげま賞」）
- あげられたこ
- あこがれミラー（TVA2-1「あこがれミラー」）
- 足あとがとれるガス
- 足あと採取パウダー
- あしあとチェックスプレー（TVA2-1「あしあとチェックスプレー」）
- あしあと戻しスプレー（TVA2-1「あしあとチェックスプレー」）
- 明日せんたく機（TVA2-1「明日せんたく機」）
- ASI NOBASI KI（『ドラえもん百科 1』）
- 味のもとのもと
- 味見スプーン（TVA2-2「味見スプーン」）
- 明日にかける橋（TVA2-1「明日にかける橋」）
- アスレチックシール（TVA2-1「アスレチックシール」）
- アスレチック・ハウスマシン
- アスレチックハウス アウトドアバージョン（TVA2-2「ジャイアンが1000人!?」）
- アセッカキン （TVA2-2「アセッカキン」）
- アソボウ
- アタールガン
- 頭がよくなるドリンク（ドラズ養成編2巻収録「タイムカプセルはほどほどに」）
- 圧縮非常食三十食分つめあわせ ⇒ 探検ごっこセット
- あっちこっち移動セット（TVA2-1「のび太運送はいかが」）
- あっちこっちテレビ
- あっちでもドア（TVA2-1「ムシャクシャタイマー」）
- アットグングン
- アップダウン銃（TVA1「成績表はいやだなあの巻」）
- 厚みぬきとりバリ
- あとからアルバム
- アトカラホント
- アトカラホントスピーカー（TVA2-1、TVA2-2「アトカラホントスピーカー」） ⇒ アトカラホント
- あとさき日記（TVA2-1「あとさき日記」） ⇒ あらかじめ日記
- アドバいす（『学習まんが ドラえもんからだシリーズ Vol.7 からだなんでも相談室』）
- アドベン茶
- あと戻りカレンダー（TVA2-1「あと戻りカレンダー」）
- あなただけの物ガス
- 穴ほり機
- アニマルクリニック（TVA2-1「アニマルクリニック」）
- アニマルスーツ（TVA2-1「アニマルクリニック」）
- アニマルセット（TVA2-1「ボクのライバル!」）
- アニマルパワーベルト（TVA2-1「アニマルパワーベルト」）
- アニマルフード製造機（TVA2-2「子犬イチの国 〜キズナ編〜」） ⇒ 無料ハンバーガー製造機
- アニマル・ペッパー（TVA2-1「アニマル・ペッパー」）
- アニメーカー
- アニメスプレー
- アニメ成長記（『学習まんが ドラえもんからだシリーズ Vol.5 成長とたん生』）
- アニメばこ
- あの人は居間（TVA2-2「あの人は居間」）
- アパートごっこの木
- アバタもエクボシール（TVA2-1「アバタもエクボシール」）
- あべこべクリーム
- あべこべ世界ミラー
- アベコベチップ（ドラズ養成編1巻）
- アベコベマイク
- アベコンベ
- アマイワト（TVA2-1「アマイワト」）
- あまえんぼシール（TVA2-1「あまえんぼシール」）
- あまくてにがいうち水セット （TVA2-2「ホ、ホ、ホタル来い」）
- 雨雲製造機（映画『のび太とアニマル惑星』）
- 天の川鉄道乗車券
- アマガエール
- 雨男晴れ男メーター
- 雨そうじ機
- アメダスペン
- 雨ふりがさ ⇒ さすとあめがふるカサ
- あめんぼう
- あめんぼキャンピングカー（『ドラえもんの地球人パスポート』（『小学四年生』1995年7月号付録））
- アヤカリン
- あやつりそっくり風船
- アヤトリックス（TVA2-1「アヤトリックス」）
- アライグマガム（『ドラえもん・ふしぎシリーズ (3)ドラえもん 動物クイズ』収録「ガムにご用心!」）
- あらいぐもセット（TVA2-1「あらいぐも」）
- あらかじめアンテナ
- あらかじめ日記
- ア・ラ・カルテ（TVA2-1「ア・ラ・カルテ」）
- 嵐嵐おおあらし（TVA2-2「海賊大決戦 〜南海のラブロマンス〜」）
- アラビンのランプ
- あらわしラッカー（TVA2-1「かたづけラッカー」） ⇒ 片づけラッカー
- アリガターヤ
- ありがたみわかり機
- アリとキリギリスバッチ（TVA2-1「ひみつ道具大募集優秀賞作品 アリとキリギリスバッチ」）
- アリと同じにおいのガス
- アルバイト料先ばらい円ピツ
- アルマジロン （TVA2-2「アルマジロン」）
- アレキサンダル（TVA2-1「アレキサンダル」）
- アワセール
- アンキパン
- アンケーター
- 暗号解読機
- 暗号かいどくロボット（『ドラえもんのなんでもチャレンジ!』「九九かめんあらわる」）
- アンコール100ワット（TVA2-1「アンコール100ワット」）
- アンサーグラス（TVA2-1「ジャイアンは天才少年」）
- 安全ガス
- 安全カバー
- 安全スーツ（TVA2-1「セワシレポート」）
- 安全たき火 ⇒ キャンプ・セット
- あんぜんネット
- 安全花火 ⇒ キャンプ・セット
- アンタガ主役バッジ（TVA2-1「アンタガ主役バッジ」）
- アンタッチャブルガス（TVA2-1「タッチグローブ」） ⇒ タッチ手ぶくろ
- アンミンゼミ（TVA2-1「ねんころりん」）
- アンミンマクラ（『ゲームコミック FC（ファミコン）ドラえもん〈ギガゾンビの逆襲〉』（『小学五年生』1990年11月号付録））
- アンラッキー・ダイヤ（TVA2-1「アンラッキー・ダイヤ」） ⇒ 悪運ダイヤ
- アンラッキー引き寄せバッジ（TVA2-2「アンラッキーポイントカード」）
- アンラッキーポイントカード（TVA2-2「アンラッキーポイントカード」）

## い
- E・S・P訓練ボックス
- いいことポイントカード（TVA2-1「いいことポイントカード」）
- イージー特撮カメラ
- イージー特撮ビデオ（TVA2-2「特撮ウラドラマン」） ⇒ イージー特撮カメラ
- いいとこ選択しボード
- イイト粉セッケン（TVA2-1「イイト粉セッケン」）
- イイナリキャップ
- いいわ毛
- イエコプター（TVA2-2「イエコプター」）→タケコプター
- 家の感じ変換機
- 家元かんばん
- 怒りエネルギー観測チャート
- イキアタリバッタリサイキンメーカー
- イキオイ漬け（ドラズ養成編3巻）
- いきものおりがみ（TVA2-2「いきものおりがみ」）
- 生き物交通標識（TVA2-1「生き物交通標識」）
- 生き物再生器（『ドラえもんのまんがでラクラク理科の本／ドラえもんのまんがでラクラク社会の本』（『小学三年生』1996年6月号付録））
- 生き物しいくジオラマブック
- 生き物保護ライト（TVA2-1「生き物保護ライト」） ⇒ 国際保護スプレー
- 石ころぼうし
- 石っころ銃（ドラズSP8巻）
- イシャ料しはらい機
- イジワールのききめをなくすクスリ ⇒ 悪魔のイジワール
- 以心伝心バッジ（『ドラえもん算数推理コミック』（『小学四年生』1992年10月号付録）収録「消えたネコのゆくえ ――整理のしかた――」）
- 偉人発掘マシン（『ドラえもんの 20世紀ビッグ偉人伝』（『小学四年生』1996年2月号付録））
- いすかいりょう機
- 異説クラブメンバーズバッジとマイク
- いそうロウ（TVA2-2「いそうろうジャイアン」）
- いたずらオモチャ化機
- いただき小ばん
- いたみ止め
- 痛みはね返りミラー
- いたわりロボット
- いちげきのたまご（プレイステーション用ソフト『ドラえもん3 魔界のダンジョン』）
- 位置固定スプレー
- 一時預けカード
- 一日なんでも体験機（TVA2-1「一日なんでも体験機」）
- いちやづけ（TVA2-1「いちやづけ」）
- 一夜漬けダル（TVA2-2「テストに一夜漬けダル」）
- いっすんぼうし
- いつでもスキー帽
- いつでもどこでもスケッチセット
- いつでもどこでも大劇場（TVA2-1のスペシャル番組『緊急発表! ドラえもん ドラデミー賞3時間スペシャル』幕間「ドラデミー賞スペシャル サイドストーリー」）
- いつでも日記
- いつでもポスター
- 一等賞レーダー（TVA2-1「一等賞レーダー」）
- いっぱい食べる子元気な粉（TVA2-2「恋するジャイアン（後編）」）
- 一発逆転爆弾
- 糸なし糸電話
- 糸なし糸電話型トランシーバー
- 居所探知機
- いないいないシャワー
- いなずまソックス ⇒ けんかマシン
- 犬よせ薬（『ドラえもん・ふしぎシリーズ (3)ドラえもん 動物クイズ』収録「お犬さまを大切に!」）
- いねむりシール
- 生命のねじ
- 命吹きこみ光線（TVA2-1「雪だるまドラ太郎」）
- イマニ目玉
- イメージガム
- イメージ実体機
- イメージ灯
- イメージナビキット（TVA2-1「イメージナビキット」）
- イメージ・ベレー（TVA2-1「イメージ・ベレー」） ⇒ イメージベレーぼう
- イメージベレーぼう
- イメージ変身クリーム（TVA2-1「イメージ変身クリーム」）
- イメージライトキャップ
- イメージワッペン（『最新ドラえもんひみつ百科 1』）
- いやなことヒューズ
- いやな目メーター
- イライラエネルギー探知機（TVA2-1「イライラエネルギー探知機」） ⇒ 暴力エネルギー探知機
- いるかいないかカード（TVA2-1「ツアーロボット」）
- イルミネーション・クラッカー（TVA2-2「きらきらクリスマス大作戦」）
- いれかえ表札
- いれかえミラー（TVA2-1「いれかえミラー」）
- 入れ替えライト（TVA2-1「入れ替えライト」）
- 入れかえロープ
- 入れかわリング（TVA2-1「入れかわリング」）
- 入れじた ⇒ けんかマシン
- 入れじた 色々選べるセット（TVA2-2「七夕の空が落ちてきた」）
- 色いろカラーパレットと筆（TVA2-2「世界をぬりかえよう」）
- 色々カラーパレットと筆⇒色いろカラーパレットと筆
- いろいろ雲ボンベ（TVA2-1「いろいろ雲ボンベ」）
- いろいろソーダセット（TVA2-2「いろいろソーダセット」）
- いろいろメガネ（TVA2-1「いろいろメガネ」）
- 岩細工セット
- インスタントコピー機（TVA2-2「インスタントママ」）
- インスタントジャングル（TVA2-1「即席ジャングル」）
- インスタント植物のタネ
- インスタントチョコメーカー（TVA2-2「チョコのび太をめしあがれ」）
- インスタントツリー
- インスタントパール
- インスタントファッションワックス （TVA2-2「イロガラドラえもん」）
- インスタント光りごけ（TVA2-1「ポンプ地下室で街をつくろう」） ⇒ 光りゴケ
- インスタント舞台（TVA2-2「おぼっちゃマンボ」）
- インスタントミニチュア製造カメラ
- インスタント旅行カメラ
- インスタントルームお湯付き（映画『のび太と竜の騎士』）
- インスタントロボット
- いんちき薬
- インディラジョンソンの冒険（大長編『のび太の南海大冒険』）
- 引力さえぎりガス（TVA2-1「引力さえぎりガス」） ⇒ ポコニャン#道具
- 引力ねじ曲げ機

## う
- ウイルスバキューム（TVA2-2「突撃！ハクションバスターズ」）
- ウィンターシューズ（TVA2-2「雪だるまが町にやってきた」）
- ウエスタンゲーム
- ウォータークリーンシップ
- 水球（ウォーターボール）（『ドラベース ドラえもん超野球外伝』）
- ウオッチンググラス（TVA2-1「ウオッチンググラス」）
- うかび玉 ⇒ しずめ玉とうかび玉
- ウキウキプール（TVA2-1「ウキウキプール」）
- ウキウキ輪（TVA2-2「うきうきするウキワ」）
- うき水ガス
- うきわパイプとタバコ
- ウグイス印のおまんじゅう（映画『2112年 ドラえもん誕生』）
- うさぎセット ⇒ 動物セット
- うさぎみみ（映画『ミニドラSOS!!!』）
- ウソ800
- うそつ機
- うそつきかがみ
- うそ発見器
- 歌番組ロボット（TVA2-2「ジャイアンテレビにでる!」）
- 打ち上げドーム『ドラえもん のび太の月面探査記』
- うちでの小づち
- うちでのデパート
- うちでのトンカチ（映画『アララ♥少年山賊団!』）
- 宇宙完全大百科端末機
- 宇宙カプセル
- 宇宙救命ボート
- 宇宙クリーム
- 宇宙クリームスプレータイプ（映画および大長編『のび太の宇宙漂流記』）
- 宇宙交信電話機（TVA2-1「宇宙救命ボート」）
- 宇宙ゴミ箱（ドラズSP1巻）
- 宇宙ステーション実験キット（TVA2-2「のび太のダンボール宇宙ステーション」）
- 宇宙船手作りキット（TVA2-1「のび太ロケット銀河へ!」）
- 宇宙探検ごっこ
- 宇宙探検ごっこヘルメット
- 宇宙探検すごろく
- 宇宙の素 ⇒ 創世セット
- 宇宙波動エンジン（ドラえもんズ5巻）
- 宇宙遊覧気球（TVA2-2「のび太の流れ星」）
- 宇宙ピクニックセット （TVA2-2「火星ピクニック」）
- うつしっぱなしミラー
- うつしぼくろ
- うつつまくら
- うっとりイヤホン
- うでくうらあ
- 腕こたつ
- 腕ずくチケット
- ウマタケ
- 海の生き物シップ（TVA2-2「さかながボートに大変身」）
- ウラオモテックス
- ウラシマキャンデー
- 裏たなばたロケット
- うらないカードボックス
- ウラメシズキン
- うらめしドロップ
- ウラヤマしい（TVA2-1「ウラヤマしい」）
- ウリッコ
- ウルトラ恵方巻き（TVA2-2「ウルトラ恵方巻き」）
- ウルトラくすり
- ウルトラ・クラッシャー（TVA2-2「ネズミが去るまであと4時間」）
- ウルトラ消臭スプレー（TVA2-2「のび太は世界にただ一匹」）
- ウルトラスーパーオールマイティワクチン
- ウルトラスーパー電池
- ウルトラストップウォッチ
- ウルトラ・スペシャルマイティ・ストロングスーパーよろい
- ウルトラバランススキー
- ウルトラファインセラミックス製造機（『ドラえもん地球不思議科学館』（『小学五年生』1993年11月号付録）収録「第4章 ハイテクの科学館」）
- ウルトラミキサー
- ウルトラモーターローラースケート（TVA2-1「発電王エネソン」）
- ウルトラリング
- ウワサ鳥専用捕獲網（TVA2-1「風のウワサ鳥」）
- うわさのウチワ（TVA2-2「ウワサののび太」）
- ウワサの根（TVA2-1「根も葉もあるウワサ」）
- うわさ花し（TVA2-2「うわさ花しが咲いちゃった!」）
- 運動記憶ジャージ（TVA2-1「運動記憶ジャージ」）
- 運動神経コントローラー
- うんどうまんぞく（TVA2-1「うんどうまんぞく」）

## え
- エアコンスーツ ⇒ 原始生活セット
- エアコンフォト
- エアコンボール
- 映画監督ロボ（映画『のび太の宇宙英雄記』）
- エイコーノトビラ（TVA2-2「エイコーノトビラ」）
- エイコーの花道（TVA2-1「エイコーの花道」）
- 英語版よく使うことば探知器（『ドラえもんのらくらく英会話』（『小学五年生』1994年4月号付録）収録「レッスン6 よく使う表現を英語で覚えよう!」）
- 英語レッスンまくら（『ドラえもんのらくらく英語レッスン スペシャル』（『小学四年生』1994年3月号付録）収録「何かしたいな I want.」）
- 衛星スパイカメラ（TVA2-2「眠る海の王国」）
- 衛星テレビ ⇒ 自家用衛星
- 衛星リフトとコントローラー（TVA2-1「衛星リフト」）
- 栄養たっぷり入った水（TVA2-1「空中ガーデン」）
- 栄養補助フード（『学習まんが ドラえもんからだシリーズ Vol.5 成長とたん生』）
- エースキャップ
- エキス・パーツ（TVA2-2「あなたの良い所もらいます」）
- 液体リモコン（TVA2-1「水玉カプセルの旅」）
- SLえんとつ
- SOSカプセル
- SOSカプセルゲーム 七夕バージョン（TVA2-2「七夕の宇宙戦争」）
- SOSはっしんき
- エスキモー・エキス
- エスパーキャップ（TVA2-1「エスパーキャップ」） ⇒ エスパーぼうし
- エスパーぼうし
- X線探知機 ⇒ ルームガードセット
- XYZ線カメラ
- エッグハウス
- N・Sワッペン
- エネルギー節約熱気球
- エネルギーバルブ（TVA2-2「のび太エネルギーの使い方」）
- 絵本入りこみぐつ
- エラ・チューブ
- エレベーター・プレート
- エレベート・ボタン
- 遠写カガミ
- 円ピツ ⇒アルバイト料先ばらい円ピツ
- 煙幕ボール（ドラえもんズ1巻）
- 縁むすビー（TVA2-1「縁むすビー」）

## お
- オアシスセット（『ドラえもん世界の国旗全百科』収録「アラブ首長国連邦」）
- おいかけテレビ ⇒ タッチカメラ
- お医者さんカバン
- 追い払いごへい（大長編『のび太とふしぎ風使い』）
- 王国エキス（TVA2-1「王国エキス」）
- 王国シールセット
- 黄金バット ⇒ 大リーガーセット
- 王様かんむり（TVA2-1「ミニドラ大脱走」）
- 王様セット（TVA2-1「王様セット」）
- 王様の椅子（TVA2-2「のび太王にはさからえない」）
- おうちでサバイバルゲーム（TVA2-2「パパママおうちで大バトル」）
- お絵かき探知機（TVA2-1「ミニドラレンタル中」）
- 大型強力磁石（TVA2-1「鉄筋肉クリーム」）
- 大型災難訓練機（映画『のび太の宇宙開拓史』）
- 大型つめ切り機（『ドラえもん百科』（『小学二年生』1979年12月号付録））
- おおかみ男クリーム
- 大きくなる虫めがね
- オーケーマイク
- 大げさカメラ
- 黄金バット
- オート・アクションプロンプター
- オートアクションユニット
- オートマチックスクリュー ⇒ 自動島みつけ機
- オートマチック花火
- オーバーオーバー
- オールオーバー（TVA2-1「オールオーバー」） ⇒ オーバーオーバー
- オールシーズン花だん ⇒ ハツメイカー
- オールシーズンスキー
- オールシーズンバッジ
- オールマイティ・チェア（TVA2-1「オールマイティ・チェア」）
- オールマイティパス
- オールメーカー（ドラえもん・ヨーロッパ鉄道の旅）
- おかえしじしゃく（TVA2-1「おかえしじしゃく」）
- お返しハンド
- おかし灯
- おかしな傘（お祝い用のかさ、なまりのかさ、パラシュートがさ、オルゴールがさ、こうもりがさ、雨ふりがさ）
- おかしなでんぱ
- おかしの家建築機（TVA2-2「クリスマスはおかしの家で」）
- おかし牧草
- おかし牧草の種 （TVA2-2「おかし牧場」）
- お金がきらいになるくすり
- 小川じゅうたん ⇒ 大自然セット
- 起き上がり小帽子（TVA2-1「起き上がり小帽子」）
- オキテテヨカッタ
- おくれカメラ
- お子さま練習カー
- お子さまハンググライダー
- お琴ロボ（TVA2-2「ドラかぐや、月に帰る!?」）
- おこのみ建国用品いろいろ
- お好みタイセット（TVA2-1「汗水流しタイ」）
- お好みフォト・プリンター
- おこのみボックス
- お好みルームカタログ（TVA2-1「お好みルームカタログ」）
- おざしき宇宙船（映画および大長編『のび太の宇宙漂流記』）
- お座敷海水浴セット（TVA2-1「お座敷海水浴セット」）
- おざしきゲレンデ
- おざしきだこ ⇒ ぐーたらお正月セット
- お座敷つりぼり
- お座敷ハイキングセット（TVA2-1「お座敷ハイキングセット」） ⇒ 大自然セット
- おさるセット ⇒ 動物セット
- おしおき銃
- おしおきミサイル（TVA2-2「しかえしミサイルが飛んできた」）⇒ペンシル・ミサイル
- おしかけ電話
- お仕事マップセット（TVA2-2「スネ夫が剛田商店でアルバイト」）
- おしゃべりスプレー（TVA2-1「おしゃべりスプレー」）
- おしゃべりペットフード（TVA2-1「おしゃべりペットフード」、「ポンプ地下室で街をつくろう」）
- おしり印のきび団子（映画および大長編『のび太の南海大冒険』）
- おすそわけガム
- おせじ鏡（TVA1「おせじ鏡の巻」） ⇒ うそつきかがみ
- おせじ口べにと悪口べに
- おせちボックス ⇒ ぐーたらお正月セット
- おそうじ号（『ドラえもん百科 2』）
- おそうじロボット（ドラえもん のび太のひみつ道具博物館）
- おそだアメ
- お助けスノー手袋と的（TVA2-1「お助けスノー手袋」）
- おたすけ大福（映画『恐竜キッズ!!』）
- お助けだんご
- お助け釣竿（映画『青いストローハット』）
- お助けマジックハンド（TVA2-1「マンモスウォッチング」）
- お助けマット（TVA2-1「謎の四次元カバン」）
- オダチンパンジー（TVA2-2「オダチンパンジー」）
- おだてジョーズ（TVA2-2「おだてジョーズ」）
- おだてパワーメガホン（TVA2-1「おだてパワーメガホン」）
- おたのしみお年玉ぶくろ（TVA2-1「おたのしみお年玉ぶくろ」） ⇒ お年玉ぶくろ
- 落ちないつな
- 落ち葉ンジー（TVA2-2「落ち葉とジャイ子」）
- おつかいバッグ（TVA2-1「おつかいバッグ」）
- おてがるサーフボード（TVA2-1「おてがるサーフボード」）
- お天気コーカン地図（TVA2-1「お天気コーカン地図」）
- お天気バンド（TVA2-2「のび太が泣けば雨がふる」）
- お天気ボックス
- おどかしミサイル（映画『のび太と竜の騎士』）
- おとききグラス（TVA2-1「ねじ巻き旅行記」）
- おとぎ話シリーズグッズ（TVA2-1「おとぎ話グッズ」）
- おとぎ話体験セット（TVA2-2「のび太が育てたかぐや姫」）
- 音消しマイク
- オトコンナ
- オトコンナ中和ドロップ（TVA2-1「オトコンナ」）
- オトシ玉
- お年玉ぶくろ
- お年玉ぼ金箱
- 落としものカムバックスプレー
- 落とし物つりぼりとつりざお
- 大人をしかるIDカード（TVA2-1「大人をしかるIDカード」）
- 大人をしかる腕章
- 踊らにゃソンソンシューズ（TVA2-2「踊らにゃソンソンシューズ」）
- おとりケース
- おとりモグラ（TVA2-2「地底100マイルちょっとの大作戦」）
- おとりロボット
- おどれミファソラシューズ（TVA2-2「王子を守れ! 伝説のドラミ三剣士」）
- おならロケット
- 鬼は外ビーンズ
- おねがい小づち（TVA2-1「おねがい小づち」） ⇒ うちでの小づち（「うちでの小づち」（てんとう虫コミックス『ドラえもん』8巻に収録）登場分）
- お願い流れ星（TVA2-1「ドッキリ流れ星」）
- おねしょじゃ口
- オバケせんこう
- オバケタイマー
- お化けたん知機
- お化けツヅラ
- おばけハウス
- お箸マスター（TVA2-2「お箸はのびるよ、どこまでも」）
- お話体験セット（TVA2-1「アンタガ主役バッジ」）
- おはなしバッジ
- おはなしボックス（映画『新・のび太と鉄人兵団 〜はばたけ 天使たち〜』）
- お百度エンヤコラ餅（TVA2-1「お百度エンヤコラ餅」）
- お袋さま（TVA2-1「のび太と牛若丸」）
- おへんじペットボトル（TVA2-1「おへんじペットボトル」）
- おまかせディスク（TVA2-1「おまかせディスク」）
- おまかせもようがえセット（映画『アララ♥少年山賊団!』）
- お祭り団扇（映画『のび太とふしぎ風使い』）
- オマモリクン（TVA2-1「オマモリクン」）
- おみやげフロシキ
- 思いきりハサミ
- オモイコミン
- オモイコミミー（TVA2-1「オモイコミミー」）
- 思い出しトンカチ（TVA2-1「思い出しトンカチ」）
- オモイデコロン
- 思い出コロン（TVA2-1「スカーフの思い出」）
- 思い出再現機（TVA2-2「のび太の人魚伝説」）
- 思い出体験アルバム（TVA2-1「思い出体験アルバム」）
- 思いでボックス（TVA2-1「思いでボックス」）
- おもかるとう
- 重さすいこみ銃
- 重さ吸いとりスポイト（TVA2-1「重さ吸いとりスポイト」）
- おもしろ特ダネビデオ（TVA2-1「おもしろ特ダネビデオ」）
- お餅つきセット 「ドラえもん のび太の月面探査記」
- おもちゃ救急隊セット（TVA2-1「おもちゃタウン」）
- おもちゃの兵隊
- おもておもてマシン（『ドラえもん・ふしぎシリーズ (2)ドラえもん うらないのふしぎ』）
- 折り紙飛行機コントローラー
- おりこうターバンくん
- おりゴール（ドラえもんズ3巻）
- おりたたみハウス
- お料理ワッペン （TVA2-2「お料理ワッペン」）
- オルゴールがさ ⇒ おかしな傘
- 音楽イモ
- 音声多重ワイドスクリーンテレビゲーム
- 温泉エッグ（TVA2-1「ミニドラと温泉エッグ」）
- 温泉セット（『ドラえもん世界の国旗全百科』収録「アラブ首長国連邦」）
- 温泉探知機（TVA2-1「特賞! のび太温泉」）
- 温泉の素
- 温泉掘り当てペアスコップ（TVA2-2「しずかちゃんと温泉へ行こう」）
- 温泉ロープ

## か
- ガードしおまねき
- カードテレビ電話（TVA2-1「カードテレビ電話」）
- ガードマンロボット
- ガードメダル（TVA2-1「ガードメダル」）
- ガードロボット（TVA2-2「しずかの宇宙ろてん風呂」）
- ガールフレンドカタログメーカー
- 階級ワッペン
- 外交官信任状 ⇒ おこのみ建国用品いろいろ
- 会社ごっこセット（TVA2-2「のび太社長になる」）
- 海神ポセイドンセット（TVA2-1「海神ポセイドンセット」）
- 海上トランポリンスプレー『映画ドラえもん のび太の宝島』
- 解除用リップ （TVA2-2「ハロウィンとのびガエル」）
- 海水コントローラー
- 海水のもと
- 海藻の種と魚の卵詰め合わせ缶詰（映画『海底鬼岩城』）
- 海賊シップ（TVA2-2「海賊大決戦 ～南海のラブロマンス～」）
- 快速シューズ ⇒ 海底ハイキングセット
- 解体パソコン（『学習まんが ドラえもんからだシリーズ Vol.4 脳のはたらき』）
- かいたものが飛び出す紙
- 怪談ランプ
- 海底クッキングマシーン ⇒ テントアパート
- 海底ハイキングセット（セット内容：エラチューブ、寝ぶくろ、ま水ストロー、深海クリーム、水圧銃、快速シューズ、コンパス、海図、通信機、ヘッドランプ）
- ガイドアロー ⇒ ほしい人探知機
- 怪盗キャットの素 マタタビーン（TVA2-1「怪盗キャットの素」）
- 怪盗セット（TVA2-2「怪盗セット」）
- 怪物くんぼうし
- 買い物かごだけ自分で帰ってくる道具（TVA2-1「走れのび太! ロボット裁判所」）
- 怪力ロボット
- 改良型 虫のしらせアラーム（『ドラえもん なぜなに探検隊』第1話）
- 改良型山びこ山 ⇒ 山びこ山
- カウンセリングノート（TVA2-1「カウンセリングノート」）
- カウンターアームズ（ドラズSP11巻）
- 顔写真作成機（TVA2-2「水はみていた」）
- かかしロボット
- かきかえマップ（TVA2-1「かきかえマップ」）
- 架空海水体験メガネ（TVA2-1「町の中でダイビング」） ⇒ 架空水体感メガネ
- 架空海水まきぞえガス
- 架空人物たまご
- 架空水体感メガネ
- 架空水面シミュレーター・ポンプ
- 架空通話アダプター
- 架空動物製造機（TVA2-2「大あばれ! のび太の赤ちゃん」）
- 拡画器（『ドラえもんのなんでもチャレンジ!』「きみにも巨大絵がかける!!」）
- 学習枕（『ドラえもんの なぜ? なに? 大事典』（『小学四年生』1997年6月号付録））
- 格闘家バッテリー（TVA2-1「格闘家バッテリー」）
- かぐやロボット
- かくれマント
- かくれん棒
- かくれんぼう（『ドラえもんの 発明 発見 探検事典』（『小学四年生』1993年3月号付録））
- かけ足ブーツ（ドラえもんズ1巻）
- かげえライト
- 影切りばさみ
- 影実体化液
- 影とりプロジェクター
- かげとりもち
- かげながら
- 影ふみオイル
- 影ぶんちん
- 影ぼうしフラッシュ
- かげムシャ提灯（TVA2-1「かげムシャ」）
- 火災予定報知ベル
- カサイラズ
- 貸し切りチップ
- 貸し切り電話
- 火事場のバカ力ろうそく（『ドラえもんのなんでもチャレンジ!』「だれでも天才になれる方法」）
- かぜうつし機
- 風がっせん手袋（大長編『のび太とふしぎ風使い』）
- 風がっせんバット（大長編『のび太とふしぎ風使い』）
- 風ため機
- 風のウワサ鳥（TVA2-1「風のウワサ鳥」）
- 風の子バンド
- 風のりヨット
- かぜピストル（『てれびくんコミックス』（『てれびくん』1978年3月号付録）収録「かぜピストルのまき」）
- かぜぶくろ
- 風ふきまわし機（TVA2-1「風ふきまわし機」）
- 風を集める袋
- 風を強くする機械
- かぞえかたたたき（『ドラえもんのなんでもチャレンジ!』「数え方のいろいろ」）
- 家族合わせケース
- 家族とりかえ機（TVA2-1「家族とりかえ機」）
- 蚊チューシャ（TVA2-1「蚊チューシャ」）
- かたちととのえ銃（『ドラえもんの算数おもしろゲームコミック』（『小学四年生』1992年6月号付録）収録「面積大探検だァ!?」）
- 片づけラッカー
- かたづけラッカーDX（映画『のび太と緑の巨人伝』）
- カチカチカメラ
- ガチガチン
- カチンカチンライト
- カツオブシガム
- カッカホカホカ
- 楽器ナール（『ドラえもんのなんでもチャレンジ!』「めずらしい楽器でえんそうしよう」）
- カッコータマゴ
- 合体ノリ
- ガッチリグローブ ⇒ 大リーガーセット
- 勝手にシネマ（TVA2-1「セワシくんの家出」）
- 勝手にタイム（TVA2-1「勝手にタイム」）
- カッパのおさら（TVA2-1「カッパのおさら」）
- カップゆうれい（TVA2-1「カップゆうれい」）
- カップ旅行セット（TVA2-1「3分間カップ旅行」）
- カップルテストバッジ
- 家庭科エプロン
- かたっぽ探知リード（TVA2-2「かたっぽ探知リード」）
- カドバール（TVA2-2「四角いドラえもん」）
- 門松の苗
- かなづち用足ひれ
- かならずあたる手相セット
- かならず実現する予定メモ帳
- カニツメッター（TVA2-1「カニツメッター」）
- カネバチ
- 金持ちのたまご（プレイステーション用ソフト『ドラえもん3 魔界のダンジョン』）
- カプセルなえ ⇒ しゅみの日曜農業セット
- ガブリンゴ（『ドラえもん なぜなに探検隊』第7話）
- 壁紙シェルター（ドラえもん のび太と鉄人兵団）
- かべかけ犬小屋 ⇒ かべ紙ハウス
- かべかけスタジオ ⇒ かべ紙ハウス
- かべかけテレビ ⇒ かべ紙ハウス
- かべ紙おもちゃ屋 ⇒ かべ紙ハウス
- かべ紙会社 ⇒ かべ紙ハウス
- かべ紙格納庫 ⇒ かべ紙ハウス
- かべ紙小学校 ⇒ かべ紙ハウス
- かべ紙トイレ ⇒ かべ紙ハウス
- かべ紙ハウス
- かべ紙秘密基地 ⇒ かべ紙ハウス
- かべ紙本部（『ドラえもん なぜなに探検隊』第4話）
- かべ紙洋服屋 ⇒ かべ紙ハウス
- かべ紙レストラン ⇒ かべ紙ハウス
- かべ景色きりかえ機
- かべぬけき
- かぼちゃライト（TVA2-2「ハロウィンって何の日？」）
- ガマン大王（TVA2-1「お願い! ガマン大王」）
- 神風うちわ（『ドラえもんのクイズワールド・ウォッチング』（『小学五年生』1993年1月号付録））
- 神さま雲 ⇒ 創世セット
- 神さまごっこ
- 神さまステッキ ⇒ 神さまセット
- 神さまセット
- 神さまプール ⇒ 神さまセット
- 神さまぼう ⇒ 神さまセット
- 神さまマイク ⇒ 神さまセット
- 神さまロボット
- カミナリ雲
- カミナリ雲の素（TVA2-1「手づくり雲セット」）
- かみなりステッキ（TVA2-1「かみなりステッキ」）
- かみなりだいこ
- カミナリよびだしダイコ（映画『2112年 ドラえもん誕生』）
- カミぬきミラー
- かみの工作きりぬく本
- カムカムキャット
- カムカムキャットフード
- カメカメスーツ（『ドラえもん なぜなに探検隊』第3話）
- カメスイマー
- 蚊メラ（『ドラベース ドラえもん超野球外伝』）
- カメレオン気球
- カメレオン茶
- カメレオンぼうし
- カユイカユイミサイル ⇒ 地下工事マシン
- 恐竜イエス・ノー判定マシン（『ドラえもんの恐竜ワールド大探検』）
- カラー分解機（『ドラえもん百科 1』）
- カラオケキング
- カラオケキング 自動採点機能付き（TVA2-2「雨男はつらいよ」） ⇒ カラオケキング
- カラオケメイツ
- カラオケメイツロボット（TVA2-2「ジャイアンテレビにでる!」） ⇒ カラオケメイツ
- からくり忍者ロボット（TVA2-2「ニニンジャ！からくり忍者屋敷」）
- ガラガラベビー（映画『2112年 ドラえもん誕生』）
- からだねん土
- からだのばしライト（『まんがで おぼえる 二年生の かん字じてん』（『小学二年生』1992年4月号付録））
- からだポンプ
- 空手ドリンク
- ガリバートンネル
- ガリバートンネルマークII（ドラえもん のび太のひみつ道具博物館）
- ガリバーロープ（TVA2-2「のび太と星を流すクジラ」）
- カルガモエッグ（TVA2-2「カルガモエッグ」）
- かるがるつりざお
- かるがる手袋
- かるがるもちはこび用紙
- カワイソメダル
- ガワラオニ （TVA2-2「ガワラオニ」）
- かわり絵ミラー
- 考える足製造機（TVA2-1「考える足」）
- カンガルートレパン （TVA2-2「ポケットの中のぴょん太」）
- 感覚モニター
- 環境スクリーンとプロジェクター
- カンゲキドリンク
- 観光ビジョン
- 観光旅行窓
- 看護ロボット カン子さん（『学習まんが ドラえもんからだシリーズ Vol.6 栄養と健康』）
- 観察衛星（『ワンダーコミック ドラえもん地球大たんけん』（『小学五年生』1990年6月号付録）収録「第一部 大陸は動いている!」）
- 観察望遠鏡（TVA2-1「タスケロン・カプセル」）
- かんさつ虫かご
- 漢字バラバラ書きかたテレビ（『2004年度版 ドラえもん 三年生の漢字 かんぺきマスターブック』（『小学三年生』2004年5月号付録））
- かんしゃく紙
- がんじょう
- 感情エネルギーボンベ
- かんせいウエーブ
- 完全しゅうせいき
- かんたん稲作セット（『ドラえもんのクイズワールド・ウォッチング』（『小学五年生』1993年1月号付録））
- カンヅメカン
- かんどうき（TVA2-1「かんどうき」）
- かんにんぶくろ
- 乾杯の種（映画『2112年 ドラえもん誕生』）
- 寒波発射扇プーキ（映画『創世日記』） ⇒ 大寒波発射扇
- ガンバルーン（ドラズ養成編2巻）
- 慣用句羊カンの素（『ドラえもんの日本語探検』収録「のび太の慣用句合戦」）（『小学四年生』1993年11月号付録））

## き
- キー望ド（TVA2-1「キー望ド」）
- 記憶映写とんかち
- 記憶再生マシーン（『ドラえもんの学習シリーズ ドラえもんの算数おもしろ攻略 (7)式とグラフがわかる』）
- 記憶とり出しレンズ
- 記憶掘りだしビデオ（TVA2-1「記憶掘りだしビデオ」）
- 機械化機
- キカイソダテール
- 着がえループ（『ドラえもんの学習シリーズ ドラえもんの体育おもしろ攻略 (1)てつぼう・とびばこができる』）
- 危機一髪ヘルメット（TVA2-1「危機一髪ヘルメット」）
- ききがきタイプライターとマイク
- 聞きミミ（TVA2-1「聞きミミ」）
- 気候集中装置
- きこりの泉
- 技術手袋
- 奇術用のトランク
- 気象シート
- ギシンアンキ
- ギシンアンコ（TVA2-2「世の中うそだらけ」）
- きずグスリつき自動まきほうたい
- 着せかえカメラ
- 季節カンヅメつめあわせ
- 季節の音スピーカー
- 北風と太陽コンビ（TVA2-2「スネ夫、美容院へ行く」）
- 北風のくれたテーブルかけ
- 着たまま洗濯できるスプレー
- キッキー（TVA2-1「キッキー」）
- キックボード（ドラズ養成編2巻）
- 気分換気扇（TVA2-1「気分スッキリかんきせん」）
- 気分コロン（TVA2-2「のろのろ、じたばた」）
- 気まえのよくなるくすり
- 気まぐれカレンダー
- 気ままに夢見る機とアクセサリー・セット
- 決め技スーツ（TVA2-1「決め技スーツ」）
- きもだめしめがね
- キモノン液 ⇒ ロビンソンクルーソーセット
- 逆光線銃（TVA2-1「年月圧縮ガン」） ⇒ 年月圧縮ガン
- 逆重力ベルト
- 逆成長グラス（TVA2-1「逆成長グラス」）
- 逆世界入りこみオイル
- 逆転カガミ（TVA2-1「あべこべの星」）
- 逆転スプレー（TVA2-1「逆転スプレー」）
- 逆時計
- キャッチミット（TVA2-2「ドラミの最悪の一日」）
- 脚本カセット ⇒ オート・アクションプロンプター
- キャラクターシール（TVA2-2「シールでキャラ変身」）
- キャラクター商品注文機
- キャンセルスタンプ（TVA2-1「しもべステッカー」）
- キャンピングカプセル
- キャンピングハット
- キャンピングバルーン （映画ドラえもん のび太の新恐竜）
- キャンプ・セット（セット内容：安全花火、安全たき火、テントハンカチ）
- キャンプ用ライト（TVA2-2「のび太と星を流すクジラ」）
- 吸音機
- 九かんマイク
- 急速冷灯（ドラえもん のび太の南極カチコチ大冒険）
- キューピッドの翼（TVA2-1「キューピッドの翼」）
- キューピッドの矢
- 救急メカドック（映画ストーリー『のび太の新魔界大冒険 〜7人の魔法使い〜』）
- 救命クッション（TVA2-2「ウルトラリング」）
- 救命イカダ
- 驚音波発振式ネズミ・ゴキブリ・南京虫・家ダニ・白アリ・虫退治機 ⇒ 狂音波発振式ネズミ・ゴキブリ・南京虫・家ダニ・白アリ・虫退治機
- 狂音波発振式ネズミ・ゴキブリ・南京虫・家ダニ・白アリ・虫退治機
- 驚時機 ⇒ 狂時機
- 兄弟シール
- きよう手袋
- 恐怖症スタンプ
- 恐怖箱
- 恐竜イエス・ノー判定マシン（『ドラえもんの恐竜ワールド大探検』）
- 恐竜スリッパとただのメガホン（TVA2-1「リアルキャップ」）
- 強力岩とかし
- 強力 岩溶かし機（TVA2-2「ようこそ、世界の中心へ（前編）」）
- 強力うちわ「風神」
- 強力ウルトラスーパーデラックスキャンディー（TVA2-2「大パニック! スーパー赤ちゃん」）
- 強力ウルトラスーパーデラックス錠
- 強力スーパーパワーゲン
- 強力においついせき鼻
- 強力ハイポンプガス
- 強力ヒラリマント（『ドラえもん なぜなに探検隊』第4話）
- 強力モーター（ドラズ養成編2巻）
- 極地探検スーツ（ドラえもん のび太の南極カチコチ大冒険）
- 極地探検ソリ（ドラえもん のび太の南極カチコチ大冒険）
- 巨大紙飛行紙（『ドラえもんのなんでもチャレンジ!』「紙飛行機を作ろう」）
- 巨大超強力じしゃく（『ドラえもんのなんでもチャレンジ!』「プニュプニュ! 手作りスライム」）
- 巨大ヌンチャク（ドラえもんズ3巻）
- ギョロリハンド（TVA2-1「ミニドラレンタル中」）
- きりかえ式タイムスコープ
- きりがみクレヨン
- 切りとりナイフとフォーク
- きりぬく本 ⇒ かみの工作きりぬく本
- 木を直角に曲げる道具（『ドラえもんのまんがで楽しむ漢字の本』（『小学三年生』1995年4月号付録））
- 銀河はかいばくだん （TVA2-2「ネズミ年だよ！ドラえもん」）
- キンシひょうしき
- 金属探知チョーク
- キンチョードリ（映画『2112年 ドラえもん誕生』）
- きんとフード
- 筋肉コントローラーと受信機発射ガン

## く
- クイス（『ドラえもん・ふしぎシリーズ (4)ドラえもん なぞなぞクイズ』）
- クイズパズル光線
- クイズブック（ドラズSP9巻）
- クイズブック2（ドラズSP10巻）
- クイックオイル（ドラズSP7巻）
- クイック&スロー
- 空間移動クレヨン （映画ドラえもん のび太の新恐竜）
- 空間入れかえ機
- 空間切り取りバサミ（TVA2-1「海を切りとろう」）
- 空間接着剤 ⇒ 星とりあみとハンマー
- 空間ひんまげテープ
- 空間ロープ（TVA2-2「ようこそ、世界の中心へ（前編）」）
- 空気おしゃぶり（『ドラえもんのまんがでラクラク理科の本／ドラえもんのまんがでラクラク社会の本』（『小学三年生』1996年6月号付録））
- 空気クレヨン
- 空気消しゴム
- 空気スーツ（TVA2-1「ミニドラはカゼの素」）
- 空気中継衛星
- 空気手ぶくろと空気メガネ
- 空気ピストル
- 空気ピストルのくすり⇒ 空気ピストル
- 空気ピストルの素 ⇒ 空気ピストル
- 空気ブロックせいぞう機
- 空気砲（別名：空気大砲）
- 空想ディスク （TVA2-2「ゾクゾク!?学校の七不思議」）
- 空想レンズ
- ぐーたらお正月セット（セット内容：人払いごへい、初日の出ジオラマ、スーパーインスタントおぞうに、おせちボックス、自動ふりこみお年玉通帳、おざしきだこ、一人遊びマシーン、全チャンネルかべかけテレビ）
- グータラ探知ロケット（『ドラ・Q・パーマン』）
- 空中ガーデン（TVA2-1「空中ガーデン」）
- 空中シューズ
- 空中つりセット（セット内容：くもボート、空中つりざお）
- 空中フック
- 空中ふみだい
- 空中歩行機 ⇒ ハツメイカー
- 空中マジック（『ドラえもんのなんでもチャレンジ!』「きみにも巨大絵がかける!!」）
- クーラーパラソル（TVA1「クーラーパラソルの巻」）
- クエーヌパン
- 九九マイク（「ドラえもんといっしょに九九を始めよう!!」（『小学二年生』2011年9月号掲載）
- クシャミミサイル ⇒ 地下工事マシン
- 具象化鏡
- くすぐりヌンチャク（ドラえもんズ1巻）
- くすぐりノミ
- 薬製造機
- くすりをきかなくするくすり
- くせなおしガス
- グッスリガス
- グッスリまくら
- 首ったけネクタイ（映画『青いストローハット』）
- グッドタイムマシン（TVA2-1「グッドタイムマシン」）
- 組み立て円盤セット
- 組み立て帆船（映画ドラえもん のび太の宝島）
- 雲遊びセット（TVA2-1「雲つりざお」）
- 雲型じゅうたん（『ドラえもんの算数おもしろゲームコミック』（『小学四年生』1992年6月号付録）収録「小数ハイキングに行こう!」）
- 雲かためガス
- 雲かためガス・ワンプッシュタイプ（TVA2-1「ジャック豆」）
- 雲コントローラー
- 雲スキーと雲ぐつ
- 雲進めプロペラ ⇒ ゴーゴーカザグルマ
- 雲製造機（映画『のび太のパラレル西遊記』）
- 雲作りマシン ⇒ 手作り雲セット
- 雲つりざお（TVA2-1「雲つりざお」）
- 雲とりバケツ
- 雲ねんど
- 雲の池
- クモノイトン
- 雲の国王冠
- 雲のしん ⇒ 手作り雲セット
- 雲のねん土 ⇒ 雲ねんど
- 雲の素 ⇒ 手作り雲セット
- 雲ボート
- 雲もどしガス
- 雲やきなべ
- 雲よせ機
- 雲ローラー
- 暗くなる電球
- 苦楽メーター（TVA2-1「苦楽メーター」）
- グラスハッパーセット（TVA2-2「葉っぱ探偵のび太」）
- クリーナー
- クリーナーロケット
- クリーニングシャワー
- クリスマスツリーの種
- クルー・セーター（『ドラえもんふしぎ探検シリーズ (12)地図大探検』）
- クルーム ⇒ ぬいぐるみカメラとクルーム
- クルクック
- クルクルパー光線銃（TVA1「出た! ドラえもんの巻」）
- グルグルバズーカ（ドラえもんズ1巻）
- グルメグラス（TVA2-1「グルメグラス」）
- グルメシート アウトドア用（TVA2-1「ジュラ期でドラミが大ピンチ」）
- グルメテーブルかけ
- ぐるめフォークセット（TVA2-1「ぐるめフォークセット」）
- グルメリポートカメラ（TVA2-2「突げき!のび太のグルメリポート」）
- グルメン
- クルリン
- グレードアップえき
- グレードアップ解除液（TVA2-2「のび太の遠足サバイバル」）
- グレードアップライト（映画『のび太の宇宙英雄記』）
- くろうみそ
- くろうみそアメ（TVA2-1「くろうみそアメ」）
- クローニングエッグ ⇒ 動物の遺伝子アンプルとクローニングエッグ
- グローブ銃
- クローン培養基
- クローンリキッドごくう
- クロス・スイッチ
- クロマキーセット

## け
- 蛍光方向クラゲ （映画『のび太の宝島』）
- 警官マスクとスーツ（『ドラえもん算数推理コミック』（『小学四年生』1992年10月号付録）収録「将棋の駒殺人事件 ――角度の大きさ――」）
- 警察犬三輪車（TVA2-2「キー坊が恋をした」）
- 警察犬つけ鼻
- 携帯あっちこっちテレビ（ドラズSP11巻）
- 携帯用時空間取り替え機（『ドラえもん のび太と未来ノート』）
- 携帯カラオケマイク（映画および大長編『のび太の南海大冒険』）
- 携帯人工ミニ太陽（TVA2-2「地底の国探検（後編）」）
- 携帯用キャンピングカプセル（TVA2-1「ジュラ期でドラミが大ピンチ」）
- ケータイ家族スタンプ（TVA2-1「ケータイ家族」）
- ゲームブック
- ケガワリング（TVA2-2「ケガワリング」）
- けしきカッター
- けしきテント ⇒ 大自然セット
- 景色変換機（TVA2-1「ほんものカンヅメ」）
- 月光とう
- ケッシンコンクリート
- 決心ハチマキ（TVA2-1「決心ハチマキ」）
- けなす鏡（TVA1「おせじ鏡の巻」）
- 気配アラーム（映画『のび太のパラレル西遊記』）
- けむりロボット ⇒ アラビンのランプ
- けびょう薬
- 家来セット（TVA2-2「アッパレ!のび殿さま」）
- ゲラゲライヤホン
- ゲラメソプンピストル
- ケロンパス
- けんか手ぶくろ
- けんかマシン（セット内容：入れじた、いなずまソックス、パワー手ぶくろ）
- 幻覚シャットアウトアンブレラ（3DO用ソフト『ドラえもん 友情伝説ザ・ドラえもんズ』）
- 元気えさ
- 元気キャンディ（ファミリーコンピュータ用ソフト『ドラえもん』）
- 元気の出るばくだん
- 元気の素（映画『2112年 ドラえもん誕生』）
- 元気ハツラツパック（TVA2-1「元気ハツラツパック」）
- 原子おはじき
- 原子核破壊砲
- 原始生活セット（セット内容：ショックスティック、エアコンスーツ）
- 現実中継絵本
- 現実ビデオ化機
- 原子力潜水艦型ゼンマイ式潜地艦
- 原料ライト

## こ
- こいこいマーク
- こいのぼりそうじゅうき
- 幸運の手袋（スーパーファミコン用ソフト『ドラえもん3 のび太と時の宝玉』）
- 豪華日帰りバスツアー（TVA2-1「ツアーロボット」）
- 効果もり上げチール（TVA2-1「効果もり上げチール」）
- 広告飛行船（『ドラえもん地球人パスポート』（『小学四年生』1992年9月号付録）収録「ゴミをへらしてリサイクルを」）
- 合成鉱山の素
- 高性能ミニ潜水艦（TVA2-2「ラジコン大海戦」）
- 降雪機 （TVA2-2「しずかちゃんと はこ庭スキー場」）
- 光線じゅう
- 高層マンション化エレベーター
- こうつうきせいタイマー
- 交通安全お守り
- 交通ひょうしきステッカー
- コウモリがさ ⇒ おかしな傘
- こうもりキャップ（TVA2-1「こうもりキャップ」）
- コウモリホイホイ銃（映画『のび太のパラレル西遊記』）
- 公約コーヤク（TVA2-1「公約コーヤク」）
- コエカタマリン
- 声カタマリン 漢字タイプ（『ドラえもん漢字攻略クイズ&コミック』（『小学五年生』1993年4月号付録））
- 声だけタイムマシン（TVA2-1「声だけタイムマシン」）
- 声のキャンデー
- ゴーゴーカザグルマ
- ゴーゴードッグ
- ゴージャスライト（TVA2-1「ゴージャスライト」）
- コース決定機
- コースチェッカー
- コースモニター（TVA2-1「人間モトクロス」）
- ゴーホームオルゴール
- コーモンじょう
- 氷が石みたいにかたまってとけなくなるスプレー
- 氷がフンワリやわらかくかたまるスプレー
- 氷ざいくごて
- 氷年代そくてい機（ドラえもん のび太の南極カチコチ大冒険）
- 小型ますい銃
- 五感映像機（『学習まんが ドラえもんからだシリーズ Vol.4 脳のはたらき』）
- ゴキゲンドリ（TVA2-1「ドラミのハッピーハウス」）
- ごきげんポカポカシール（TVA2-2「ごきげんポカポカシール」）
- ごきげんメーター
- ゴキブリカバー
- ゴキブリシーバー
- ゴキブリトレとれビッグ（TVA2-2「王子を守れ! 伝説のドラミ三剣士」）
- ごきぶりふえ
- ゴキブリぼう ⇒ ハツメイカー
- ごくうリング
- 国際保護スプレー
- こくふくドラヤキ（『スーパーゲームコミック RPGドラえもん』）
- 固形空気
- こけおどし手投げ弾
- こけおどし爆弾（TVA2-2「海賊大決戦 ～南海のラブロマンス～」）
- ここどこバンダナ （ドラえもん のび太の新恐竜）
- こごとひらいしん
- ここ掘れつけ鼻（TVA2-2「ダメ犬、ムク」）
- ここほれワイヤー
- こころがわりブローチ（TVA2-1「こころがわりブローチ」）
- ココロコロン
- ココロコロン(ドラミ版)
- こころそんざいかん（TVA2-1「走れのび太! ロボット裁判所」）
- ココロチョコ
- 心つき出ししゅ木
- 心の声スピーカー
- こころのぞきミラー（TVA2-1「こころのぞきミラー」） ⇒ 読心ルーペ
- 心の土
- こころふきこみマイク
- 心よびだし機
- コジツケール
- コスチューム定着スプレー（映画ドラえもん のび太の宝島）
- コタツハウス
- こだまなおしラッカー
- こだまはがしラッカー（TVA2-2「いやなお客を帰しちゃえ」）⇒こだまラッカー
- こだまラッカー
- コチョコチョ手ぶくろ
- 国境警備隊 ⇒ おこのみ建国用品いろいろ
- 国境ゲート ⇒ おこのみ建国用品いろいろ
- 国境マーカー ⇒ おこのみ建国用品いろいろ
- こっそりカメラ ⇒ 未来の最新型8ミリ
- こっそりビデオとカメラ（TVA2-1「こっそりビデオ」） ⇒ 未来の最新型8ミリ
- こっちでもドア（TVA2-1「ムシャクシャタイマー」） ⇒ あっちでもドア
- 小鳥ロボット ⇒ 大自然セット
- こどくガス（TVA2-1「受験生に協力!」） ⇒ ポコニャン#道具
- コトダマ君（TVA2-1「コトダマ君」）
- ことばきんしマーカー（TVA2-2「ことばきんしマーカー」）
- 言バナナ（TVA2-2「ようこそ、世界の中心へ（前編）」）
- コドモニター（TVA2-2「のび太と星を流すクジラ」）
- ことわざゲーム（TVA2-1「ことわざゲーム」）
- コノ道トーリャンセチャート
- コノユビトマレ（TVA2-1「コノユビトマレ」）
- この指止まれカミナリ棒（映画『青いストローハット』）
- ご飯だよー ⇒ 迷子探し機「ご飯だよー」
- コピー空間取り込みバケツ（TVA2-1「海を切りとろう」）
- コピー鈴（『ドラベース ドラえもん超野球外伝』）
- コピー頭脳
- コピーとりよせ機
- コピーミラー（TVA2-1「二次元収納カメラ」）
- コピーロボット
- 小人ばこ
- コベアベ
- こまったね（Wii用ソフト『ドラえもんWii ひみつ道具王決定戦!』）
- こまどりカメラ映写機
- ゴマロック
- ゴミかご
- ゴミ磁石
- ゴム・カム・カンデー（TVA2-1「ゴム・カム・カンデー」）
- 御用セット（TVA2-1「ジュラ紀でドラミが大ピンチ」）
- こらしめバンド
- ゴルゴンの首
- コレヨリメガホン （TVA2-2「そして、みんなイモになる」）
- ゴロアワセトウ
- ころばし屋
- （最新型）転ばぬ先の杖でらっくす（TVA2-1「ころばぬ先の杖」）
- こわいまんじゅう（『ドラえもん なぜなに探検隊』第11話）
- こわしバン ⇒ なおしバンとこわしバン
- コワッペン（TVA2-1「コワッペン」）
- コンクフード
- コンチュー丹
- 昆虫探知カード
- コンチュウ飛行機のりこみ用タラップ
- 昆虫マーカー ⇒ かんさつ虫かご
- こんにちは赤ちゃん灯（映画『ハロー恐竜キッズ!!』）
- コンバンワザメ（映画『2112年 ドラえもん誕生』）
- コンビパトボール
- コンピューター睡眠薬
- コンピューターペンシル

## さ
- サーカスぐつ
- サーモ潜水艦（『ドラえもんのおもしろ理科実験』（『小学四年生』1992年5月号付録）収録「“あたたまる”ってふしぎ!? ――もののあたたまりかた――」）
- サイオー馬
- 細菌光線銃（TVA2-1「ドラえもんの健康診断」）
- 最強マイク（ドラズ養成編2巻）
- サイコボード（ドラズ養成編3巻）
- サイコントローラー
- 材質変換機
- 最新型横長ワイドタイムテレビ（TVA2-1のスペシャル番組『おめでとう! ドラえもん HAPPY BIRTHDAY スペシャル!!』幕間（2003年））
- 最新式雨降らし（ドラえもんズ5巻）
- 災難訓練機
- さいなん報知器
- 才能キノコ光線（TVA2-1「才能キノコ」）
- 細胞活性化光線（TVA2-1「落ちないカミナリ」）
- さいぼうしゅく小き
- サイボーグセット
- サイボーグセット（『ドラえもん・ふしぎシリーズ (1)ドラえもん ロボットのふしぎ』）
- さいみん機
- さいみんグラス
- さいみんクラッカー（TVA2-1「うんどうまんぞく」）
- さいみん貯金箱
- さいみんふりこ
- サイラン液
- 材料箱
- 材料ボックス!（『ドラえもんのおもしろ理科実験』（『小学四年生』1992年5月号付録）収録「何でも重さをはかっちゃえ! ――てんびんとものの重さ――」）
- サウルスくん（『ドラえもんの恐竜ニッポン大探検』）
- サウンドカメラ
- サウンドバカチョン⇒サウンドカメラ
- サエギルモノナシフィルター
- さかさカメラ
- さかさママワッペン（TVA2-1「さかさママワッペン」）
- さがし手（TVA2-1「さがし手」）
- さがしびと探知機（TVA2-1「のび太は一寸法師」）
- 探シマリス（TVA2-2「22世紀の大決戦! ドラえもんvs.ドラキュラ（後編）」）
- さがしものアンテナ （TVA2-2「うら山危険生物パーク」）
- 探し物磁石（TVA2-1のスペシャル番組『クリスマスだよ! ドラえもんスペシャル』幕間（2000年））
- 探し物ステッキ ⇒ たずね人ステッキ
- 探し物釣りザオ（TVA2-1「探し物釣りザオ」）
- 探し物は何ですカ（映画『がんばれ!ジャイアン!!』）
- 探し物はなんですか巻き物（3DO用ソフト『ドラえもん 友情伝説ザ・ドラえもんズ』）
- 探し物ペッタン（TVA2-1「探し物ペッタン」）
- 逆立ちシール（TVA2-1「逆立ちシール」）
- 魚型かまぼこのもと ⇒ ロビンソンクルーソーセット
- サカナキタキタゲート ⇒ サカナコイコイゲート
- サカナコイコイゲート
- 魚ごっこ帽子（ドラズSP11巻）
- サカナッパ（舞台劇『ドラえもんのたから島たんけん』）
- 魚動力ボート
- 魚とり船 ⇒ ラジコン魚取り船
- さかのぼりボート
- さか道レバー
- サカユメン
- サキ鳥
- さきどりカプセル（TVA2-1「さきどりカプセル」）
- 先取り約束機
- さく文ペンシル（『一年生の かん字じてん 80字早わかり』（『小学一年生』（2005年5月号付録））
- さすとあめがふるかさ
- 雑誌作りセット（セット内容：製本機、まんが製造箱、編集ロボット）
- 殺菌ライト （TVA2-2「へやいっぱいの大どらやき」）
- さとりヘルメット
- サファリクラフト
- サポーターチアホーン（TVA2-1「サポーターチアホーン」）
- サムライちょんまげ（TVA2-1「サムライちょんまげ」）
- さよならハンカチ
- さわるとできる工作セット（ドラズ養成編1巻）
- サンキューバッジ
- ざんげぼう
- 30分できく毛はえぐすり
- 残像実体化スプレー（TVA2-1「残像実体化スプレー」）
- 酸素ボンベ
- サンタイン
- サンタえんとつ
- サンタ切手 ⇒ サンタメール
- サンタバック（TVA2-1「サンタバックでクリスマス」）
- サンタメール
- 三倍時計ペタンコ
- 三分の一時計ペタンコ ⇒ 三倍時計ペタンコ
- 三りん車 ⇒ 四次元三輪車
- 三輪飛行機

## し
- しあわせカイロ
- しあわせトランプ
- しあわせ保険機
- CMキャンデー発射機
- シーウォータークリーナー（『地球環境警備隊』（『小学五年生』1993年2月号付録））
- ジークフリート
- シーズンコントローラー（TVA2-1「ジオラマブック」）
- ジーンマイク
- 飼育用ジオラマセット  （映画ドラえもん のび太の新恐竜』）
- ジェット気流発生機と着地ポイント ⇒ ミニ熱気球
- ジェットフラワー（映画『ミニドラSOS!!!』）
- ジェットモグラ
- ジェットモグラ（ドラえもんズ1巻）
- 司会者ロボット
- しかえし伝票
- 自家用衛星
- 時間カメラ ⇒ タイムカメラ
- 時間貯金箱
- 時間ナガナガ光線
- 四季カエル（TVA2-1「四季カエル」）
- 四季変更機（『ドラえもんのまんがことわざ事典』（『小学三年生』1994年6月号付録））
- ジキルハイド
- 時空間探査機（TVA2-1「のび太は一寸法師」）
- 時空間転送ライト（TVA2-1「のび太は一寸法師」）
- 時空間入れ替え機（TVA2-1「マンモスが出たぞ!」） ⇒ 時空間とりかえ機
- 時空間チューリップ号
- 時空間とりかえ機
- 時空震カウンター
- ジケン爆弾（TVA2-2「ジケン爆弾」）
- 時限バカ弾
- 次元爆弾（ドラズSP6巻）
- 次元ローラー
- 自己改造セット（『ドラえもん百科 2』）
- しごきロボット
- 時差修正マシン
- 時差時計
- 時差調節ダイヤル
- 磁石式四次元通過方式採用瞬間移動ベルト（TVA2-1「じしゃくベルト」）
- 自信ぐらつ機
- 地震訓練ペーパー
- 地震なまず
- 自信ヘルメット
- しずめ玉とうかび玉
- シズメバチの巣
- 自然観察プラモシリーズ
- 自然ビデオ（『ドラえもん 地球環境警備隊』（『小学五年生』1993年9月号別冊付録）収録「第1部 『水の心』の挑戦状!」）
- 七五調ドラやき（『ドラえもん短歌』）
- 七人の知り合い（TVA2-2「友だちになってチョンマゲ」）
- 十戒ステッキ（TVA2-1「ポンプ地下室で街をつくろう」） ⇒ モーゼステッキ
- 十戒石板
- 実感帽
- シックハック（TVA2-1「シックハック」） ⇒ 百苦タイマー
- 実景プラネタリウム
- しつけキャンディー
- 実体験テレビ（TVA2-1「実体験テレビ」）
- 室内世界旅行セット
- 室内ダコ
- 実景ひきよせ額縁
- 室内旅行機 ⇒ 実景プラネタリウム
- 実物カメラ（TVA2-1「サンタメール」）
- 実物ジオラマ
- 実物時間逆転機（TVA2-1「逆もどし」） ⇒ 逆時計
- 実物射的
- 実物スプレー（『ドラえもん めいさく劇場』「一休さん」）
- 実物はさみ
- 実物福わらい
- 実物ベニヤ
- 実物ミニチュア大百科
- 実物立体日光写真
- 実用ミニカーセット（付属品：おっかけベルト）
- シテクレジットカード
- 自動歩き回りそうち
- 自動えさたべそうち
- 自動おしゃべり機 ⇒ 自動歩き回りそうち
- 自動買いとり機
- 自動買い物かご
- 自動かなづち
- 自動木登りそうち ⇒ 自動歩き回りそうち
- 自動コジ機
- 自動しかえしレーダー
- 自動質屋機
- 自動島みつけ機
- じどうしゃセット
- 自動シューズ（『ドラえもんの 今すぐ話せる まんが入門英語教室』（『小学六年生』1985年2月号付録）収録「ピンとポンとドラえもんの1日」）
- 自動そうじゅうそうち ⇒ 地底探検車
- 自どうチューインガムかみ機（『ドラえもんひみつじてん』（『小学二年生』1979年5月号別冊付録）収録「これを読めばドラ博士」）
- 自動ついせきアダプター ⇒ 窓けしかきりかえ機
- 自動虹製造機 （TVA2-2「ひるねは天国で」）
- 自動二十四色ふで ⇒ みたままベレー
- 自動人形げき
- 自動のこぎり ⇒ 自動かなづち
- 自動はなくそとり機
- 自動販売タイムマシン
- 自動万能工事マシン
- 自動ひっかきそうち
- 自動ビデオ検索投影機（TVA2-2「あなたの心に残るおはなし」の中間発表）
- 自動ブランコ
- 自動ふりこみお年玉通帳 ⇒ ぐーたらお正月セット
- 自動ぶんなぐりガス
- 自動返送荷札
- 自動まきほうたい ⇒ いたみ止め
- 品物運勢鏡
- シナリオライター
- 辞ニンジン（TVA2-2「ドラえもんやめます」）
- シネラマン
- 芝刈り魚
- 自分だけ早回し時計（TVA2-1「自分だけ早回し時計」）
- シミュレーションホログラム
- 地面じゅうたん ⇒ 大自然セット
- 四面テント
- しもべステッカー（TVA2-1「しもべステッカー」）
- 時門
- シャンポーンロケット （TVA2-2「脱出!!巨大クリスマスケーキ」）
- ジャージャーウマタケ（『ドラえもん なぜなに探検隊』第8話）
- シャーロック・ホームズ・セット ⇒ ホームズ・セット
- ジャイロボート（『学習まんが ドラえもんからだシリーズ Vol.2 血液の流れ』）
- ジャイロカプセル
- 写真きゅうばん棒 （TVA2-2「ドラえもんがいっぱい」）
- 写真合成機（『ドラえもんのまんがで楽しむ漢字の本』（『小学三年生』1995年4月号付録））
- シャシンシャベール
- 写真入りこみスコープ
- ジャストホンネ
- シャッキリオイル（映画『青いストローハット』）
- ジャック竪琴（TVA2-1「ジャック豆」）
- ジャックと豆の木下半分
- ジャック豆
- ジャックめんどり（TVA2-1「ジャック豆」）
- シャックリ止め箱
- しゃっくりどめびっくり箱
- シャッターチャンスカメラ（TVA2-1「シャッターチャンスカメラ」）
- シャドウズ（ドラズSP11巻）
- シャトル花火（『ドラえもんの学習シリーズ ドラえもんの理科おもしろ攻略 (2)天体（地球・月・太陽・星の動き）がわかる』）
- シャベリップ ⇒ ミミダケとシャベリップ
- シャベルじょう
- シャボン玉通信（TVA2-1「シャボン玉通信」）
- シャボン玉ピストル
- シャラガム
- シャワー雲（3DO用ソフト『ドラえもん 友情伝説ザ・ドラえもんズ』）
- ジャンケン手ぶくろ（『決定版ドラえもん大事典』）
- じゃんけん箱
- じゃんけん練習機
- ジャンピング潜水艦（TVA2-1「ジャンピング潜水艦」、「しずかちゃん、大ピンチ!」） ⇒ 瞬間移動潜水艦
- ジャンプゆみ
- ジャンボガン
- 十円なんでもストアーとかんばん用紙
- シュウカン鳥（『学習まんが ドラえもんからだシリーズ Vol.7 からだなんでも相談室』）
- 自由研究くん（『夏休みの課題 まんがでまるわかりBOOK』（『小学二年生』2011年9月号別冊付録）収録「ドラえもんの夏休み自由研究大作戦!」）
- 自由自在カメラ（TVA2-1「バッジをさがせ」）
- ジュー水器（大長編『のび太の南海大冒険』）
- シューズセット
- 集中力増強シャボンヘルメット
- 柔軟仕上げフープ（TVA2-1「柔軟仕上げフープ」）
- 十二支変身サイコロ
- 十二分の一時計ペタンコ（TVA2-2「長い長いお正月」）
- 修理用接着剤（TVA2-2「地底100マイルちょっとの大作戦」）
- 重力調節器
- 重力ペンキ
- 重力ペンキスプレー（TVA2-1「重力ペンキスプレー」） ⇒ 重力ペンキ
- 宿題をやる機械 ⇒ 勉強ロボット
- 手じゅつ用手ぶくろ ⇒ つけかえ手ぶくろ
- 出ちょう口目
- しゅみの日曜農業セット
- 主役はめこみ機
- 手りゅう弾
- しゅわけ鳥（『ドラえもん 地球環境警備隊』（『小学五年生』1993年9月号別冊付録）収録「第2部 勇者のび太の冒険」）
- 瞬間移動潜水艦
- 瞬間移動潜水艦ファミリータイプ（TVA2-2「せん水艦で海に行こう」）
- しゅんかん移動地図（『ドラえもん・ふしぎシリーズ (5)ドラえもん 日本のなぞとふしぎ』収録「まぼろしの生物のなぞ」）
- しゅんかん移動マシン（『ドラえもん・ふしぎシリーズ (3)ドラえもん 動物クイズ』）
- しゅんかん入れかえ機（『ドラえもんのなんでもチャレンジ!』「との様って大へん!」）
- 瞬間魚拓用紙
- 瞬間クリーニングドライヤー
- 瞬間固定カメラ
- 瞬間成長ミニチュアけい流魚のタマゴ
- しゅん間すいみん機（ドラズ養成編2巻）
- しゅんかんせっちゃく強力のり
- 瞬間接着銃
- 瞬間昼寝ざぶとん
- 瞬間プラモくみたて機
- しゅん間リターンメダル
- 純真な目薬（TVA2-2「眠る海の王国」）
- じゅん番入れかわりき
- 将棋ゲーム（『ドラえもん算数推理コミック』（『小学四年生』1992年10月号付録）収録「将棋の駒殺人事件 ――角度の大きさ――」）
- 障害チップ
- しょうげき波ピストル
- 消光電球
- 正直太郎
- 正直電波 ⇒ ショージキデンパ
- 消臭スプレー（TVA2-2「モテモテール大作戦」）
- 上昇気流マット
- 招待錠
- 正体スコープ
- 冗談マイク（TVA2-1「冗談マイク」）
- 消防水でっぽう
- 照明ミサイル
- ショージキデンパ
- ショートカッター（TVA2-1「ショートカッター」）
- 賞品かせぎカウボット（TVA2-2「賞品かせぎカウボット」）
- 職業テストカード（TVA2-1「職業テストカード」）
- 職業テスト腕章
- 職人ロボット（TVA2-2「ジャイアンの家を大改造」）
- 食品視覚化ガス
- 植物あやつり機
- 植物歩かせえき
- 植物改造エキス
- 植物自動化液
- 植物成長促進エキス（TVA2-1の特番『春だ! 一番 ドラえもん祭り』（1995年放送））
- 植物の素
- 植物の元シリーズ
- 植物ペン
- 食用うきわ
- 食用スペーススーツ（映画『宇宙開拓史』） ⇒ 食用宇宙服
- 食用宇宙服
- 署長バッジ ⇒ ロボ警官と署長バッジ
- ショックガン
- ショックスティック ⇒ 原始生活セット
- ショボン玉（TVA2-1「ショボン玉」）
- 白雪姫のリンゴ（TVA2-1「白雪姫のリンゴ」）
- しりとりテレポーテーション（TVA2-1「しりとりテレポーテーション」）
- しりとりペット（ドラズSP11巻）
- しりとり変身カプセル
- しりとり変身キャンディ（TVA2-1「しりとり変身キャンディ」）
- しりとり変身卵（TVA2-2「しりとり変身卵」）
- 深海クリーム ⇒ 海底ハイキングセット
- 深海ヘッドランプ（TVA2-2「海底ハイキング」）
- 深海用海草胞子と魚の卵各種つめあわせ
- 進化活性光線（TVA2-2「ハロー宇宙人」） ⇒ 進化退化放射線源
- 進化・退化光線銃（映画『のび太のワンニャン時空伝』） ⇒ 進化退化放射線源
- 進化退化ビーム（TVA2-2「進化退化ビーム」） ⇒ 進化退化放射線源
- 進化退化放射線源
- 進化放射線 ⇒ 進化退化放射線源
- しん気ろうそく立て
- 人工太陽
- 人工太陽発射装置（TVA2-1「強いペットが欲しい」） ⇒ 人工太陽
- 真実テレビ（ドラズ養成編2巻）
- 真実の旗印
- 新種植物製造機
- 新種図鑑
- しんじゅ製造アコヤケース
- しんじゅせいぞうロボット ⇒ インスタントパール
- 心情反応合金（ドラズSP11巻）
- 人生やりなおし機
- 人造目玉 ⇒ つけかえ手ぶくろ
- 人体とりかえ機
- 寝台列車セット（TVA2-2「夜行列車はぼくの家」） ⇒ ブルートレインセット
- 新ドラマチックガス 妖怪編（ドラズSP11巻）
- 新ドラマチックガス―ヒロイックファンタジー編（ドラズSP7巻）
- 新・人形自動化音波（ドラズSP12巻）
- 新聞社ごっこセット
- 新聞日づけ変更ポスト
- シンボルガイ（映画『2112年 ドラえもん誕生』）
- 進路アドバイザー
- 親友直通電話（3DO用ソフト『ドラえもん 友情伝説ザ・ドラえもんズ』）

## す
- 水圧銃 ⇒ 海底ハイキングセット
- 水圧砲
- すいかストロー
- スイカペン （TVA2-2「スイカ割りにスイカペン」）
- 水上もうせん
- スイスイゼンマイ
- スイスイわら（TVA2-1「ドラえもんの健康診断」）
- 彗星の核とコントローラー（TVA2-1「のび太彗星」）
- 彗星の素（TVA2-1「のび太彗星」）
- 水族館ガス
- 水族館シールと水セロハン
- 水中キャンプファイヤー
- 水中酸素あめ
- 水中自転車（TVA2-2「深海サイクリング」）
- 水中ラジカセ（TVA2-1「しあわせな人魚姫」）
- 水中バギー
- 水中花火
- すいとり紙
- すいとるゾウ（TVA2-1「ミニドラレンタル中」）
- すいみん圧縮剤
- スイムドリンク（TVA2-2「しずかちゃんがカッパに!?」）
- 吸い寄せ磁石（TVA2-1「吸いよせ磁石」）
- すいよせぼうえんきょう（『幼稚園』1978年12月号掲載）
- 推理ぼう ⇒ ホームズ・セット
- スーパー移動風呂1010（TVA2-2「スーパー移動風呂1010」）
- スーパーインスタントおぞうに ⇒ ぐーたらお正月セット
- スーパーウグイス嬢（TVA2-1「スーパーウグイス嬢」）
- スーパーウルトラねんど（TVA2-1「スーパーウルトラねんど」）
- スーパー快速シューズ（PCエンジン用ソフト『ドラえもん -迷宮大作戦-』）
- スーパーキャッチボール（TVA2-1「スーパーキャッチボール」）
- スーパーグルメスパイス⇒味のもとのもと
- スーパーシューズ（TVA2-1「サンタバックでクリスマス」）
- スーパーじょう（『ドラえもんひみつ全百科』（『てれびくん』1980年6月号付録））
- スーパーダンごっこふろしき（TVA2-1「スーパーダンごっこ」） ⇒ スーパーダンのふろしき
- スーパーダンのふろしき
- スーパー手ぶくろ
- スーパーデラックスハッピーハウス（TVA2-1「ドラミのハッピーハウス」）
- スーパー動物変身ビスケット（ドラズSP9巻）
- スーパー箸（TVA2-2「お箸はのびるよ、どこまでも」）
- スーパーパワーロープ（TVA2-1「マンモスウォッチング」）
- 超風船ガム（映画および大長編『のび太の南海大冒険』）
- スーパー孫の手（TVA2-2「シンデレラはどこいった?」）
- スーパーマント
- スーパーマンになれるマント ⇒ スーパーマント
- スーパーもぐら手袋（PCエンジン用ソフト『ドラえもん -迷宮大作戦-』）
- スカートめくり用マジックハンド
- スガタキエール（ドラズSP10巻）
- スガタガキエル錠（舞台劇『ドラえもんのたから島たんけん』）
- スカンクガム（『ドラえもん・ふしぎシリーズ (3)ドラえもん 動物クイズ』収録「ガムにご用心!」）
- スカンタコ
- 好き嫌い矯正ギプス（TVA2-2「テストにアンキパン」）
- 救いの手
- すぐきずを治すばんそうこう
- スグデルマシン（『ドラえもん・ふしぎシリーズ (3)ドラえもん 動物クイズ』収録「雪男のペットだよ」）
- スグナオール
- すぐやるガン
- スクリューつきボード（『ワンダーコミック ドラえもん地球大たんけん』（『小学五年生』1990年6月号付録）収録「第一部 大陸は動いている!」）
- スケジュールどけい
- スケスケ望遠鏡
- スケスケライト（『ドラえもんのなんでもチャレンジ!』「だれでも天才になれる方法」）
- スケッチバック（TVA2-1「スケッチバック」）
- 透けるトン（TVA2-1「透けるトン」）
- スタークラッシュゲーム（映画および大長編『のび太の宇宙漂流記』）
- スターライト（TVA2-1「スターライト」）
- スッパリほうちょう
- すて犬ダンゴ
- すてきな歯ブラシ
- ストーリーミキサー（TVA2-1「ストーリーミキサー」）
- ストップガン（TVA2-1「人間マリオネット」）
- ストップタオル（TVA2-1「ストップタオル」）
- ストップライト（TVA2-1「タイムマシンでおひめさま」）
- ストレートホール
- 砂男式さいみん機
- スナオン
- スノーピッチャー（TVA2-2「雪だるまは忘れない」）
- スパイ衛星
- スパイ衛星セット（映画『のび太の新魔界大冒険 〜7人の魔法使い〜』）
- スパイセット
- スパイセット（TVA2-1「しずかのスパイ大作戦」）
- スパイ作戦ごっこセット
- 巣箱型キャンピングカプセル（大長編『のび太と翼の勇者たち』）
- 巣箱型キャンピングセット（映画『のび太と翼の勇者たち』）
- ズバリパイプ ⇒ ホームズ・セット
- スパルタ漢児（『まんがで おぼえる 二年生の かん字じてん』（『小学二年生』1992年4月号付録））
- スパルタコーチ
- スパルタコーチ野球版（TVA2-2「ジャイアンズをぶっとばせ」）
- スパルタ式にが手こくふく錠
- スピードアップ時計（TVA2-1「スピードアップ時計」）
- スピードぐつ
- スピードぐつ（映画『ハロー恐竜キッズ!!』）
- スピード増感ゴーグル
- スピードどけい
- スプレー式ドリームガン（ドラえもん のび太のひみつ道具博物館）
- スペア・スケッチブック ⇒ いつでもどこでもスケッチセット
- スペアポケット
- スペースイーター
- スペース・ウォーズゲームセット
- スペースカート 「ドラえもん のび太の月面探査記」
- スペースワイド（TVA2-1「ハイポンプで水泳大会」）
- スベールガス
- スペシャル追いかけ号（映画『ぼくの生まれた日』）
- スペシャルカード（TVA2-1「スペシャルカード」） ⇒ オールマイティパス
- スポーツマンになれるライト（ドラズ養成編2巻）
- スポーツパウダー（TVA2-1「スポーツパウダー」）
- スモークガン（TVA2-1「うんどうまんぞく」）
- スモールスプレー（TVA2-2「しずかちゃんと はこ庭スキー場」）
- スモールライト
- スモールライト（ドラミちゃん式）
- ずらしんぼ
- すりこみ製本機
- 刷りこみたまご
- スリルグラス（ドラズ養成編2巻）
- スリルせんこう
- スリルチケット五枚組み
- スリルブーメラン
- すること入れかえ機
- することレンズ
- すれちがいレーダー（TVA2-2「のび太の長い一日」）
- スロー ⇒ クイック&スロー

## せ
- 正かくグラフ
- 声額（TVA2-2「新曲発表！ジャイアンにボエボエ？」）
- 正義のパトカー
- 正義ロープ
- 税金鳥
- 整形・数プレー（『ドラえもんの算数ゲームコミック』（『小学四年生』1994年6月号付録）収録「一、面積の章 しずちゃんのクッキー大作戦」）
- 整形マシーン（『ドラえもん地球不思議科学館』（『小学五年生』1993年11月号付録）収録「第1章 地球の科学館」）
- 星座伝説シミュレーション（TVA2-2「七夕の空が落ちてきた」）
- 静止衛星
- 生態系のもと（ドラズ養成編1巻）
- 成長促進剤
- 成長そくしんライト
- せい電気ぞうふく機（『まんがで おぼえる 二年生の かん字じてん』（『小学二年生』1992年4月号付録））
- 製版印刷製本機 ⇒ 雑誌作りセット
- 生物記憶再生モニター（『ドラえもんの地球人パスポート』（『小学四年生』1997年7月号付録））
- 生物コントローラー
- 声もんキャンディー製造機（TVA2-1「声もんキャンディー」） ⇒ 声のキャンデー
- 声紋キャンデー製造機（TVA2-1「キャンデーなめて歌手になろう」） ⇒ 声のキャンデー
- 精霊よびだしうでわ
- 世界記ロック（TVA2-2「世界記ロック」）
- 世界変換マシン（TVA2-2「その日、すべてがネズミに!」）
- 設計機
- 設計紙
- 絶交テレカ（ドラズSP8巻）
- ぜったい安全がさ
- 絶対安全救命いかだ
- 絶対外れないリング（TVA2-2「ドラえもんの青い涙」）
- セットメーカー
- 説明絵巻 ⇒ 百鬼せんこう
- セルフアラーム
- セルフしょうぎ
- セルフ人工衛星と追跡モニター（TVA2-1「デカボン」）
- ゼロ戦
- 世話やきロープ
- センキョカー（TVA2-1「センキョカー」）
- 選挙ケン（TVA2-2「ガキ大将に1票を!」）
- 全自動こたつ（TVA2-2「空飛ぶ! 野比家のコタツ」）
- 全自動スケート靴
- 全自動スケートこたつ
- 全自動せんたくぶろ（映画『アララ♥少年山賊団!』）
- 戦車ズボン
- せん水かん ⇒ 瞬間移動潜水艦
- 潜水ゴンドラ
- 潜水艇（映画『ミニドラSOS!!!』）
- 全体復元液
- 潜地艦（映画『のび太の宇宙漂流記』、TVA2-2「地底100マイルちょっとの大作戦」） ⇒ 原子力潜水艦型ゼンマイ式潜地艦
- 潜地服
- 全チャンネルかべかけテレビ ⇒ ぐーたらお正月セット
- 仙人の虫（TVA2-1「仙人の虫」）
- 仙人らくらくコース
- 船舶専用レーダー高性能ワールドタイプ
- 船舶びんづめ機
- せん用電車
- 千里一歩はねぼうき
- 千里眼（ドラえもん・ヨーロッパ鉄道の旅）

## そ
- 相関図メーカー（TVA2-2「相関図メーカー」）
- ぞうきんクリーナー
- 草原の元 ⇒ 植物の元シリーズ
- 捜査ごっこセット （TVA2-2「捜査ごっこセット」）
- そうじ機
- 葬式ごっこの薬 ⇒ いんちき薬
- そうじゅうくんれん機
- ゾウ印口べに
- 創世セット
- ぞうセット ⇒ 動物セット
- 操虫かん ⇒ コンチュウ飛行機のりこみ用タラップ
- そうなる貝セット
- ソウル（魂）スイトール（『ドラえもん なぜなに探検隊』第1話）
- ソーナルじょう
- ソーナルペン（TVA2-2「ジャイアンのいい所はどこ?」）
- ソーラーカー（大長編および映画『のび太と雲の王国』）
- ソーラー・ヨット（映画『ミニドラSOS!!!』）
- 速成ライト
- そくせき岩のもと
- そくせき海つくり機
- 即席エレベーター
- 即席落とし穴
- 即席スイートホーム
- そくせき道具レンジ（ニンテンドーDS用ソフト『ドラえもん のび太と緑の巨人伝DS』）
- ゾクゾク線香
- そこだけスポット（TVA2-1「そこだけスポット」）
- そっくりかかし
- そっくりクレヨン
- そっくりコントローラー（TVA2-1「そっくりコントローラー」） ⇒ まねラジコン
- そっくり銅像キット（TVA2-2「のび太の地底国」）
- そっくりロボットキット（TVA2-1「そっくりロボットキット」、「ドラミちゃん登場! のび太の海底大冒険」）
- そっくりフードの素（『ドラえもんの学習シリーズ ドラえもんの算数おもしろ攻略 (4)分数・小数がわかる（改定新版）』）
- そっくりペットフード
- そっくりペン（『ドラえもんのなんでもチャレンジ!』「おとなになったら何になる?」）
- そっクリようかん製造機（TVA2-2「そっクリようかん」）
- ソノウソホント
- そのうちカエル（TVA2-1「そのうちカエル」）
- ソノキニナール（TVA2-1「ソノキニナール」）
- その気になる実（TVA2-1「その気になる実」）
- そのときどこにいた
- 空飛ぶうす手じゅうたん
- 空飛ぶおり紙（『ドラえもん世界の国旗全百科』収録「イラク」）
- 空とぶ切手
- 空飛ぶジュータン（TVA2-1「ジュータンでGO」）
- 空飛ぶタタミ（3DO用ソフト『ドラえもん 友情伝説ザ・ドラえもんズ』）
- 空飛ぶ荷ふだ
- 空飛ぶ荷札宇宙用（映画『のび太の宇宙漂流記』）
- 空飛ぶふろしき
- 空とぶ木馬（ドラズSP11巻）
- 空のレジャー三点セット
- 空まです通しフレーム
- そんざいかん